# البرتو پیریا
البرتو پیریا (انگلیسی: Alberto Perea؛ زادهٔ ۱۹ دسامبر ۱۹۹۰) بازیکن فوتبال اهل اسپانیا است.
از باشگاه‌هایی که در آن بازی کرده‌است می‌توان به باشگاه فوتبال رایو وایکانو، باشگاه فوتبال اتلتیکو مادرید، باشگاه فوتبال بارسلونا، باشگاه فوتبال آلباسته بالومپیه، باشگاه فوتبال بارسلونا بی، باشگاه فوتبال سلتاویگو، و باشگاه فوتبال اتلتیکو مادرید بی اشاره کرد.